# Monarque à ventre marron
Monarcha castaneiventris
Espèce
Statut de conservation UICN

 LC  : Préoccupation mineure
Le Monarque à ventre marron (Monarcha castaneiventris) est une espèce d'oiseaux de la famille des Monarchidae.

## Répartition
Il est endémique aux îles Salomon.

## Systématique
En 2009, un changement génétique est signalé chez certains membres de cette espèce portant sur leur coloration et leurs chants différents des autres individus. En conséquence, les membres d'un groupe ne reconnaissent pas ceux de l'autre, donc les deux groupes se reproduisent isolément. Avec le temps, l'hypothèse est émise que pourrait éventuellement se créer une nouvelle espèce ce qui serait un exemple de l'évolution biologique.